# 神奈川県道75号湯河原箱根仙石原線

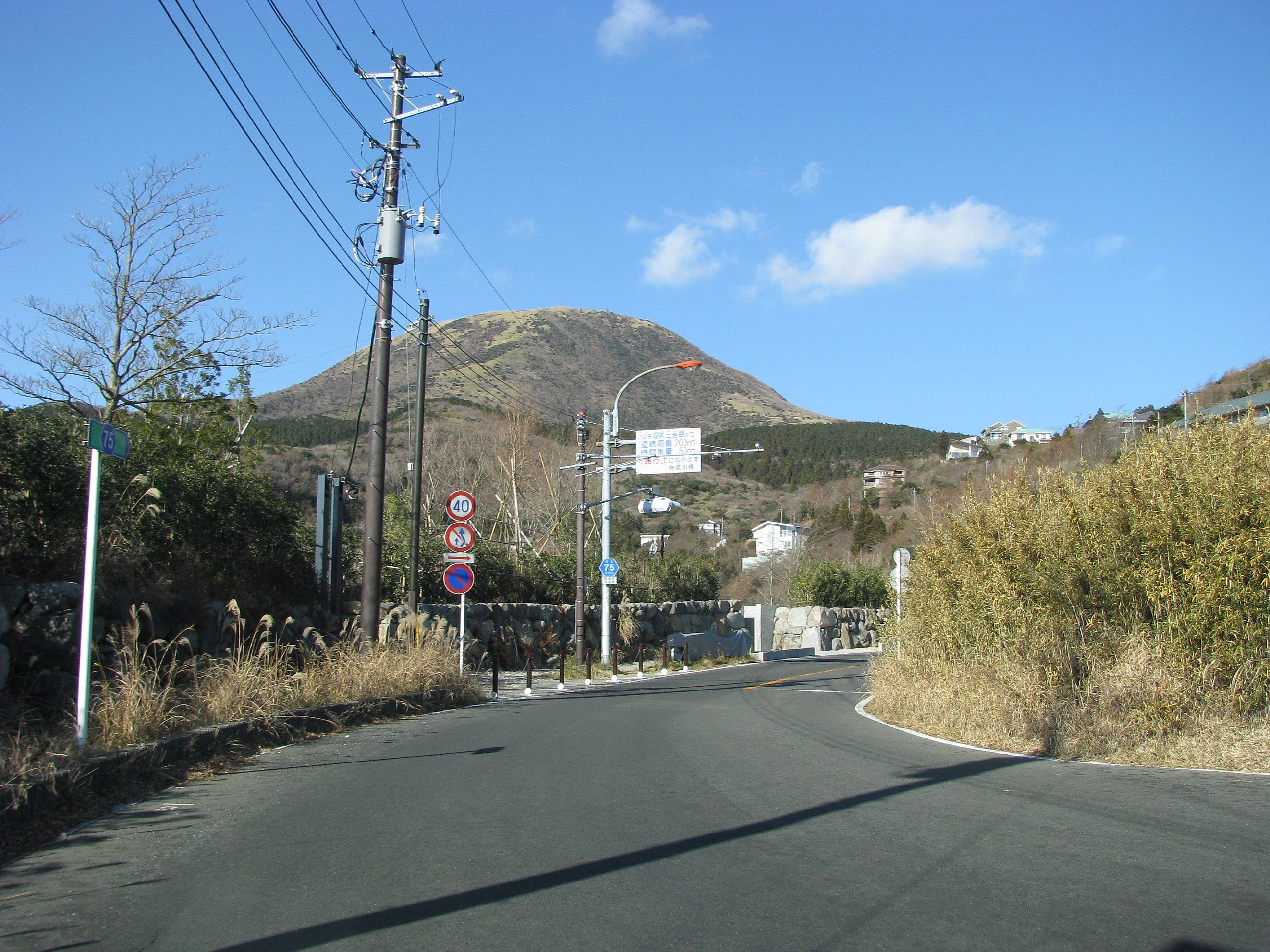
箱根町元箱根付近（2012年1月9日）
正面の山は箱根駒ケ岳

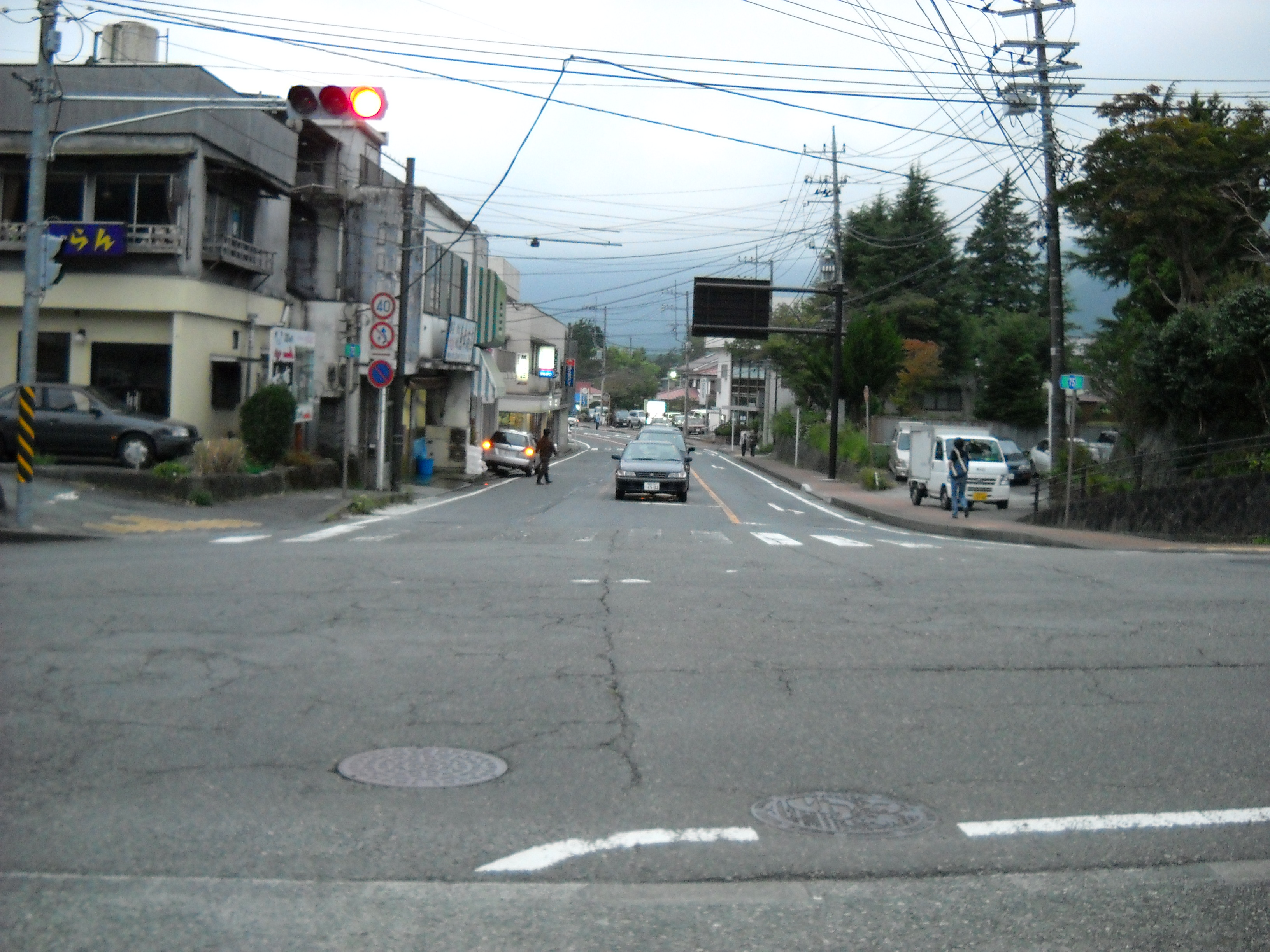
終点の様子（仙石原交差点）

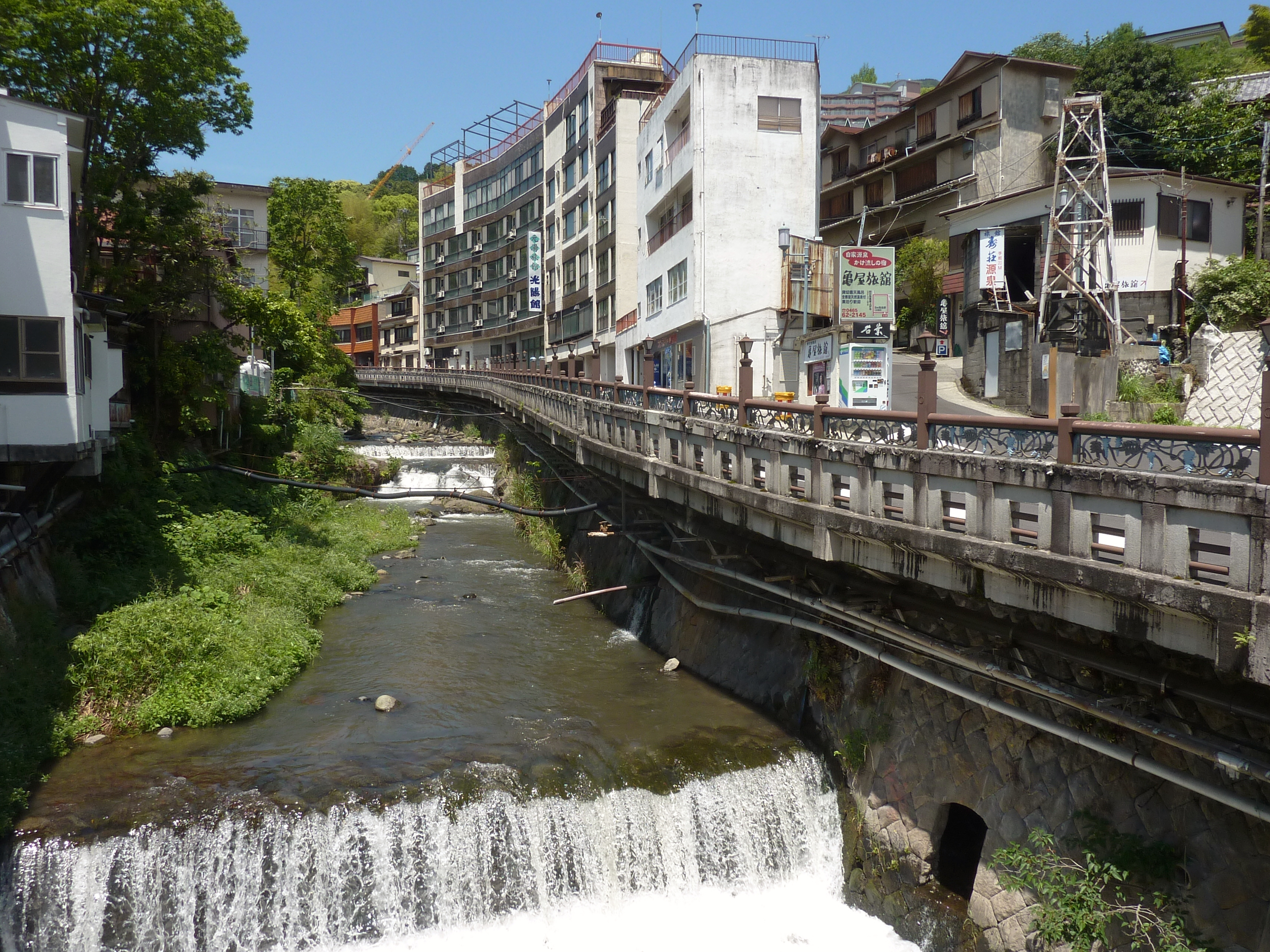
湯河原温泉

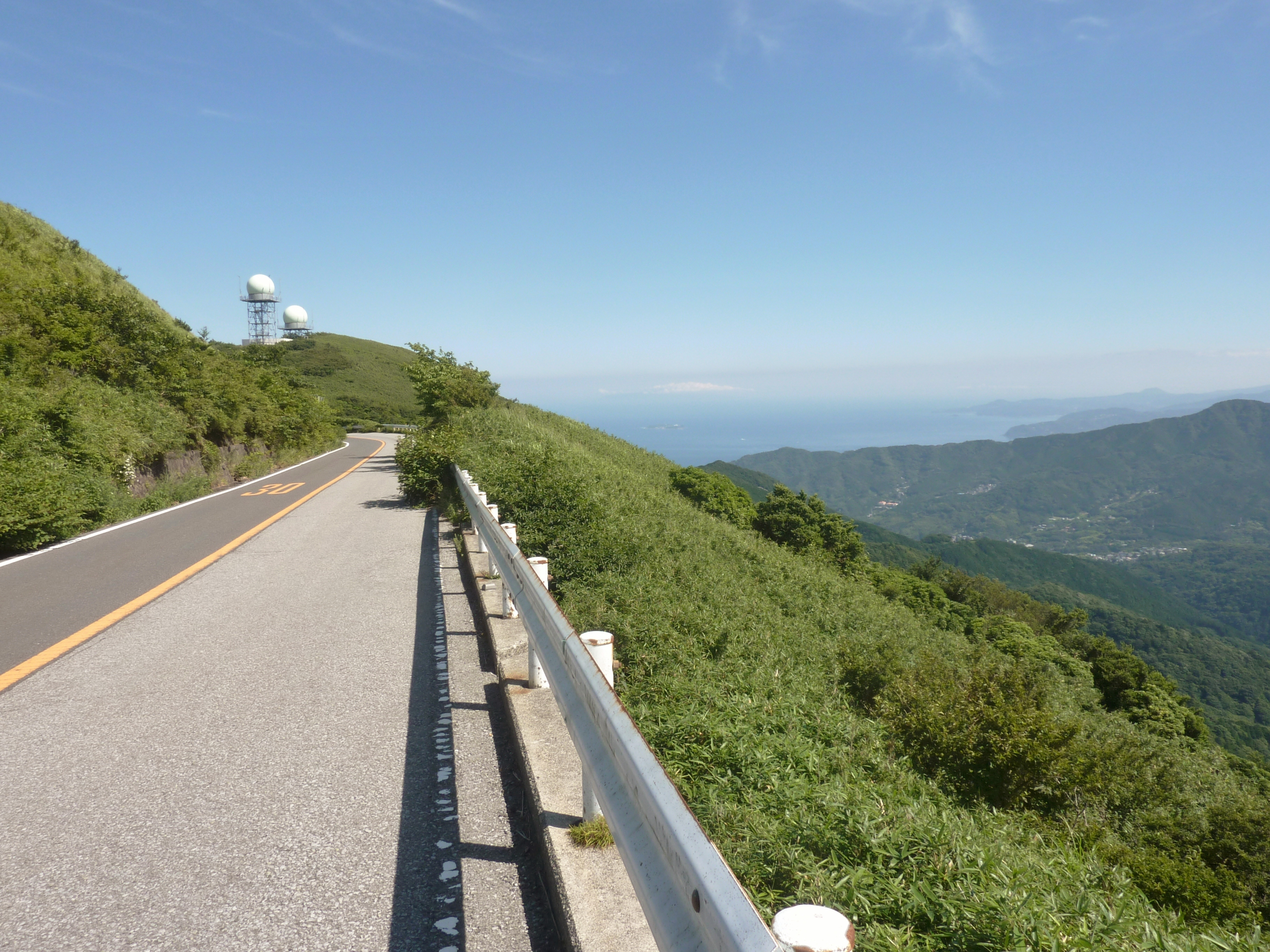
椿台、大観山出入口間

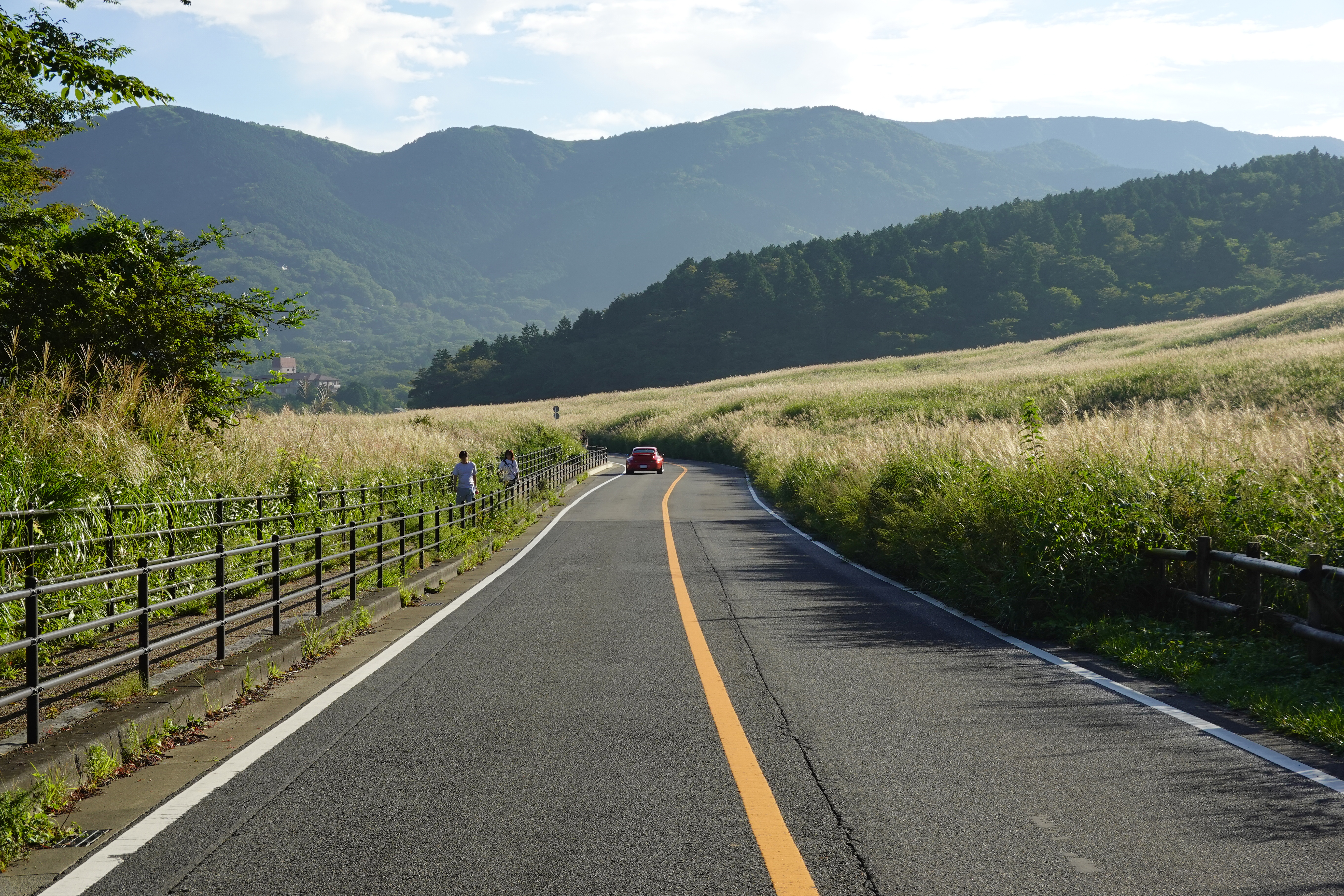
仙石原

神奈川県道75号湯河原箱根仙石原線（かながわけんどう75ごう ゆがわらはこねせんごくばらせん）は、神奈川県足柄下郡湯河原町と箱根町を結ぶ県道（主要地方道）である。

## 概要
- 起点：神奈川県足柄下郡湯河原町中央・吉浜 湯河原高校前交差点（国道135号）
- 終点：神奈川県足柄下郡箱根町仙石原 仙石原交差点（国道138号）
- Google マップ

## 沿革
- 1920年（大正9年）4月1日：箱根真鶴線を旧道路法の規定により県道認定。
- 1923年（大正12年）4月1日：仙石原元箱根線を旧道路法の規定により県道認定。
- 1953年（昭和28年）2月10日：箱根真鶴線（第92号）および仙石原元箱根線（第120号）を道路法の規定により指定県道に認定[1]。
- 1954年（昭和29年）1月20日：県道箱根真鶴線の一部および県道仙石原元箱根線を、湯河原箱根仙石原線として主要地方道に指定[2]。
- 1955年（昭和30年）3月4日：湯河原箱根仙石原線として神奈川県道に認定（整理番号21番）[3]。

## 路線状況

### 通称
- 駅前通り（湯河原高校前交差点 - 奥湯河原）
- 椿ライン（奥湯河原 - 箱根関所南交差点）
県道湯河原箱根仙石原線の一部区間につけられた愛称名で、一般には奥湯河原温泉街付近の山岳道路に変化する入口あたりから、芦ノ湖の湖岸にある箱根関所南交差点までの延長約18.5キロメートル (km) の区間を指す。大観山付近の標高1011メートルの最高地点から奥湯河原までの間、標高差約750メートルある曲がりくねったワインディングの峠道である。箱根と湯河原温泉街をつなぎ、沿道のツバキと大観山付近の眺望も良く、古くからドライブやツーリングスポットとして人気がある[4][5]。

### 重複区間
- 関所南交差点 - 大芝交差点（国道1号）

## 地理

### 通過する自治体
- 神奈川県
  - 足柄下郡湯河原町 - 足柄下郡箱根町

### 経路および交差する道路・鉄道路線・河川
- 神奈川県足柄下郡湯河原町
  - 湯河原高校前交差点（国道135号）
  - 東海道本線
  - 東海道新幹線
  - 五所神社前交差点（湯河原新道）
  - 小梅橋（藤木川）
  - 広部橋（藤木川）
  - 栖鳳橋（藤木川）
  - 末広橋（藤木川）
  - 信号無交差点（宮上）（湯河原新道）
  - 信号無交差点（宮上、奥湯河原入口バス停付近）（湯河原町道） - 湯河原パークウェイへ連絡
  - 大観山出入口（箱根ターンパイク大観山線）
- 神奈川県足柄下郡箱根町
  - 富士見峠出入口（箱根ターンパイク十国線）
  - 芦ノ湖大観IC（箱根新道）
  - 関所南交差点（国道1号）
  - 畑宿入口交差点（神奈川県道732号湯本元箱根線）
  - 大芝交差点（国道1号）
  - 箱根駒ヶ岳ロープウェイ
  - 信号無交差点（湖尻三差路）（神奈川県道735号大涌谷湖尻線）
  - 箱根ロープウェイ（桃源台駅前）
  - 信号無交差点（仙郷楼前）（神奈川県道733号仙石原強羅停車場線）
  - 大川橋（早川）
  - 仙石原交差点（国道138号）

### 沿線の施設・名所
- 豆相人車鉄道・軽便鉄道路線跡
- 五所神社
- 豆相人車鉄道原寸サイズ復元車両
- 湯河原温泉
- 落合橋
- 観光会館
- 万葉公園
- 独歩の湯
- ほたるの里
- 光風荘
- こごめの湯
- 藤木川
- 栖鳳通り

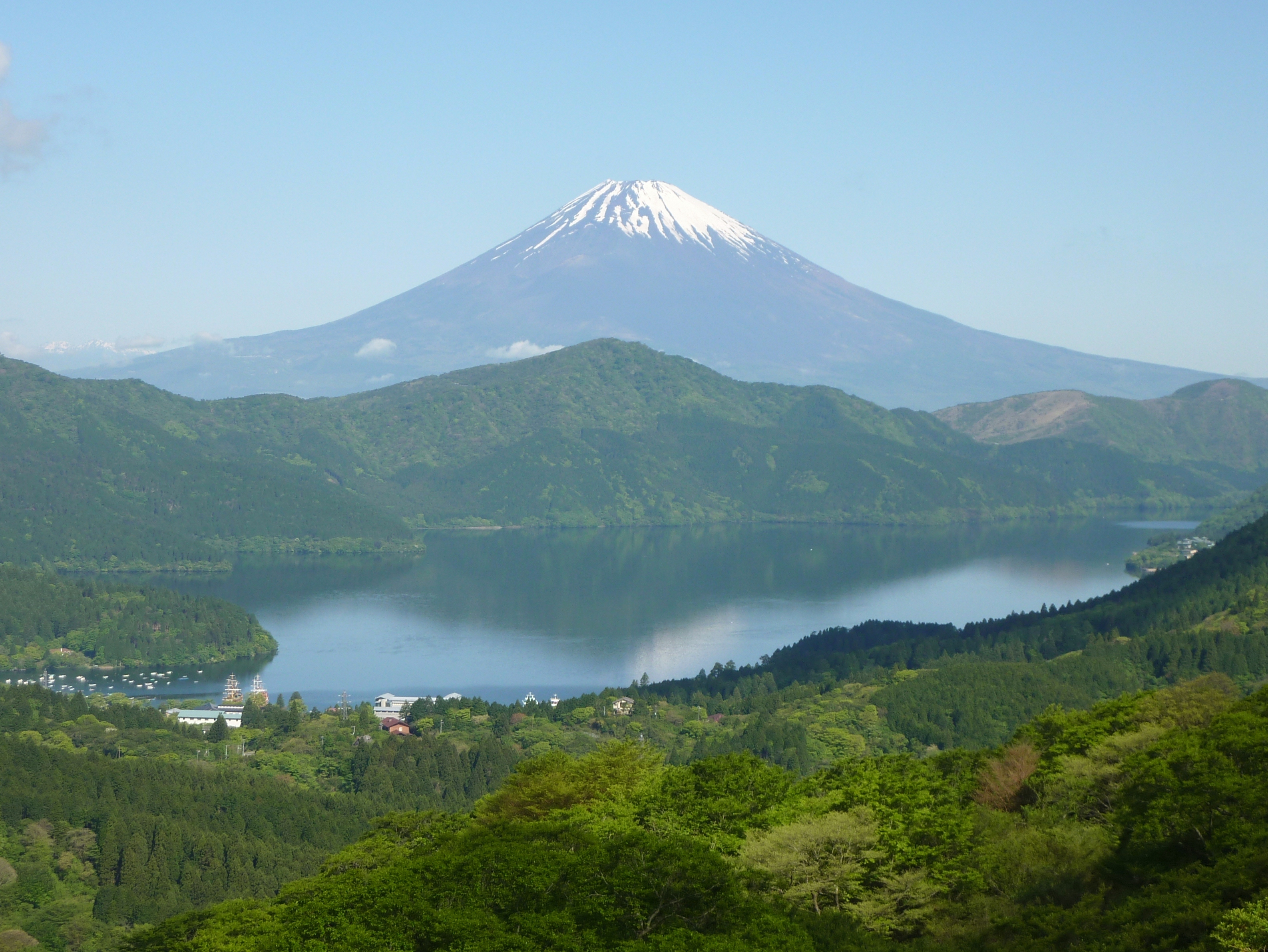
大観山から見た芦ノ湖と箱根外輪山と富士山（椿ラインの路肩から撮影）

- 湯河原町立美術館（旧 湯河原ゆかりの美術館）
- 不動滝
- 紅葉の郷
- 奥湯河原温泉
- しとどの窟
- 椿台
- 白雲の滝
- 土肥大杉跡
- 大観山
- 芦ノ湖
- 芦ノ湖温泉
- 箱根神社
- 箱根園
- リ・カーヴ美術館
- 仙石原